# Sportivo Carapeguá
Club Sportivo Carapeguá jest paragwajskim klubem piłkarskim z siedzibą w mieście Carapeguá.

## Osiągnięcia
Wicemistrz II ligi: 2011